# ماييرا
ماييرا (بالإيطالية: Maierà)‏ هي بلدة وكومونا في مقاطعة كزنسة بمنطقة قلورية، جنوب إيطاليا.